# Clayton (Washington)
Clayton es un área no incorporada ubicada en el condado de Stevens en el estado estadounidense de Washington.

## Geografía
Clayton se encuentra ubicado en las coordenadas 47°59′45″N 117°33′34″O / 47.99583, -117.55944.